# Youri Ziffzer
Youri Ziffzer (* 21. August 1986 in Singapur) ist ein ehemaliger deutscher Eishockeytorwart, der zuletzt bis 2017 bei den Adler Mannheim in der Deutschen Eishockey Liga spielte.

## Karriere
Youri Ziffzer wurde zwar in Singapur geboren, seine Familie zog aber kurz darauf nach Deutschland, wo Ziffzer beim EHC Klostersee das Eishockeyspielen erlernte. 2001 wechselte er in das Nachwuchsprojekt der Adler Mannheim, wo er für die Jungadler in der DNL spielte. Dreimal gewann er mit den Mannheimern den Titel in der höchsten deutschen Nachwuchsliga. Nachdem er in der Saison 2003/04 hinter Danny aus den Birken nur vierter Torwart der Adler in der DEL war, entschied sich der links fangende Goalie zu einem Wechsel zu den Eisbären Berlin. In seinem ersten Jahr in Berlin kam er fast ausschließlich im Oberliga-Team der Eisbären zum Einsatz. In der Folgesaison absolvierte er aber den Großteil des Jahres in der DEL und wurde mit den Berlinern zum zweiten Mal deutscher Meister. Mitte der Saison wurde er kurzzeitig zu den Hamburg Freezers ausgeliehen. In der Spielzeit 2006/07 war er Stammtorhüter bei den Eisbären. Sein Vertrag bei den Hauptstädtern lief bis 2009. Nach insgesamt vier Meisterschaften wechselte er anschließend zum Ligarivalen Hannover Scorpions, für die er bis 2011 spielte. Mit den Scorpions wurde er erneut Deutscher Meister in der Saison 2009/10.
Nach drei Jahren bei den Kölner Haien, mit denen er zwei Mal deutscher Vizemeister wurde, wechselte er zur Saison 2014/15 zu den Adler Mannheim. In dieser Saison erreichte er mit den Adlern den ersten Tabellenplatz nach der regulären Saison und gewann in den anschließenden Play-offs die Deutsche Meisterschaft.
Im April 2017 wurde bekanntgegeben, dass er in der folgenden Saison nicht mehr dem Kader der Adler Mannheim angehören wird. Ziffzer beendete anschließend seine Spielerlaufbahn.
Anfang Februar 2018 wurde von den Adlern bekannt gegeben, dass er beginnend mit der Saison 2018/19 als Mannschaftsleiter arbeiten und organisatorische Aufgaben wie Planung von Auswärtsfahrten und Trainingslagern übernehmen wird. Aktuell ist er als Referent der Geschäftsführung tätig.

### International
2004 stand Ziffzer erstmals für eine DEB-Auswahl im Tor. Bei der U-18-Weltmeisterschaft 2004 war er bester Torhüter des Turniers. Außerdem stand er bei den Junioren-Weltmeisterschaften 2005 und 2006 auf dem Eis. Im Februar 2007 wurde er von Bundestrainer Uwe Krupp erstmals in die A-Nationalmannschaft berufen. Dazu nahm er an der Weltmeisterschaft 2007 in Moskau teil.

### Familie
Sein Vater Stefan Ziffzer war früher der für die Finanzen zuständige Geschäftsführer des Fußballvereins TSV 1860 München.

## Erfolge und Auszeichnungen
- 2005, 2006, 2008 und 2009 deutscher Meister mit den Eisbären Berlin sowie 2015 mit den Adler Mannheim
- Deutscher Pokalsieger 2008 mit den Eisbären Berlin
- Ausgezeichnet als bester Torhüter bei der U-18-Weltmeisterschaft 2004
- 3 Mal Meister in der DNL mit den Jungadlern Mannheim
- 2010 Deutscher Meister mit den Hannover Scorpions
- 2015 Deutscher Meister mit den Adler Mannheim

## Karrierestatistik
(Legende zur Torhüterstatistik: GP oder Sp = Spiele insgesamt; W oder S = Siege; L oder N = Niederlagen; T oder U oder OT = Unentschieden oder Overtime- bzw. Shootout-Niederlage; Min. = Minuten; SOG oder SaT = Schüsse aufs Tor; GA oder GT = Gegentore; SO = Shutouts; GAA oder GTS = Gegentorschnitt; Sv% oder SVS% = Fangquote; EN = Empty Net Goal; 1 Play-downs/Relegation; Kursiv: Statistik nicht vollständig)